# Illesheim
Illesheim är en kommun och ort i Landkreis Neustadt an der Aisch-Bad Windsheim i Regierungsbezirk Mittelfranken i förbundslandet Bayern i Tyskland.
Kommunen ingår i kommunalförbundet Burgbernheim tillsammans med staden Burgbernheim, köpingen Marktbergel och kommunen Gallmersgarten.